# Ametropus
Famille
Genre
Ametropus est un genre d'insectes appartenant à l'ordre des éphéméroptères.

## Liste d'espèces
Selon ITIS :
- Ametropus ammophilus Allen & Edmunds, 1976
- Ametropus neavei McDunnough, 1928